# Lirceus lineatus
Lirceus lineatus is een pissebed uit de familie Asellidae. De wetenschappelijke naam van de soort is voor het eerst geldig gepubliceerd in 1818 door Say.